# Aegypius prepyrenaicus
Aegypius prepyrenaicus är en utdöd fågel i familjen hökartade rovfåglar inom ordningen hökfåglar. Arten beskrevs 2001 utifrån fossila lämningar från sen pleistocen funna i Spanien.